# Sommerhaus (Lübeck)
Mit Sommerhaus oder Gartenhaus werden in Lübeck bau- und sozialgeschichtlich mit hanseatischem Understatement die Nebenwohnsitze von Lübecker Bürgern bezeichnet, die vor Aufhebung der Torsperre 1864 auf Gartengrundstücken außerhalb der Lübecker Altstadt und der Lübecker Stadtbefestigung entstanden sind.

## Entstehung
Die Sommerhäuser entstanden mit der romantischen Hinwendung zur Natur in der Zeit der Aufklärung seit dem 18. Jahrhundert als Nebenwohnsitze vor den Toren der Stadt und durften bis in die zweite Hälfte des 19. Jahrhunderts nicht als Dauerwohnsitz genutzt werden. Sie sind zumeist im klassizistischen Stil errichtet worden und lehnten sich an die Gutshäuser des Lübecker Patriziats im näheren Umland der Stadt an. Auch noch nach Aufhebung der Torsperre waren Senatsmitglieder nach der Verfassung verpflichtet, ihren Wohnsitz in einem der Bürgerhäuser der Lübecker Altstadt zu haben, in einzelnen Fällen konnte nach Aufhebung der Torsperre allerdings ein Dispens beantragt werden, der auch gewährt wurde. So setzte sich neben der Definition des Sommerhauses im engeren Sinne die Bezeichnung Sommerhaus auch für nach Aufhebung der Torsperre errichtete Häuser in den Vorstädten eine Zeit lang fort. Die meisten erhaltenen Sommerhäuser befinden sich in den stadtnahen Bereichen der Stadtteile Lübeck-St. Gertrud, Lübeck-St. Lorenz und Lübeck-St. Jürgen. Sie sind heute die prägenden und denkmalgeschützten Kernbauten der von Stadtvillen geprägten Lübecker Vorstadtbereiche, wobei im Zuge der Industrialisierung zum Ende des 19. Jahrhunderts die Bestände im Stadtteil St. Lorenz weitgehend Opfer der massiven städtebaulichen Veränderung wurden und heute weitgehend nicht mehr erhalten sind.

## Sommerhäuser in St. Gertrud
Die Sommerhäuser in St. Gertrud entstanden zwischen den Ufern von Trave und Wakenitz entlang den Straßen Richtung Travemünde und Mecklenburg, aber auch in Israelsdorf.

### Roeckstraße
Die Grundstücke der Sommerhäuser an der südlichen Seite der Roeckstraße reichten früher alle bis zu Wakenitz.

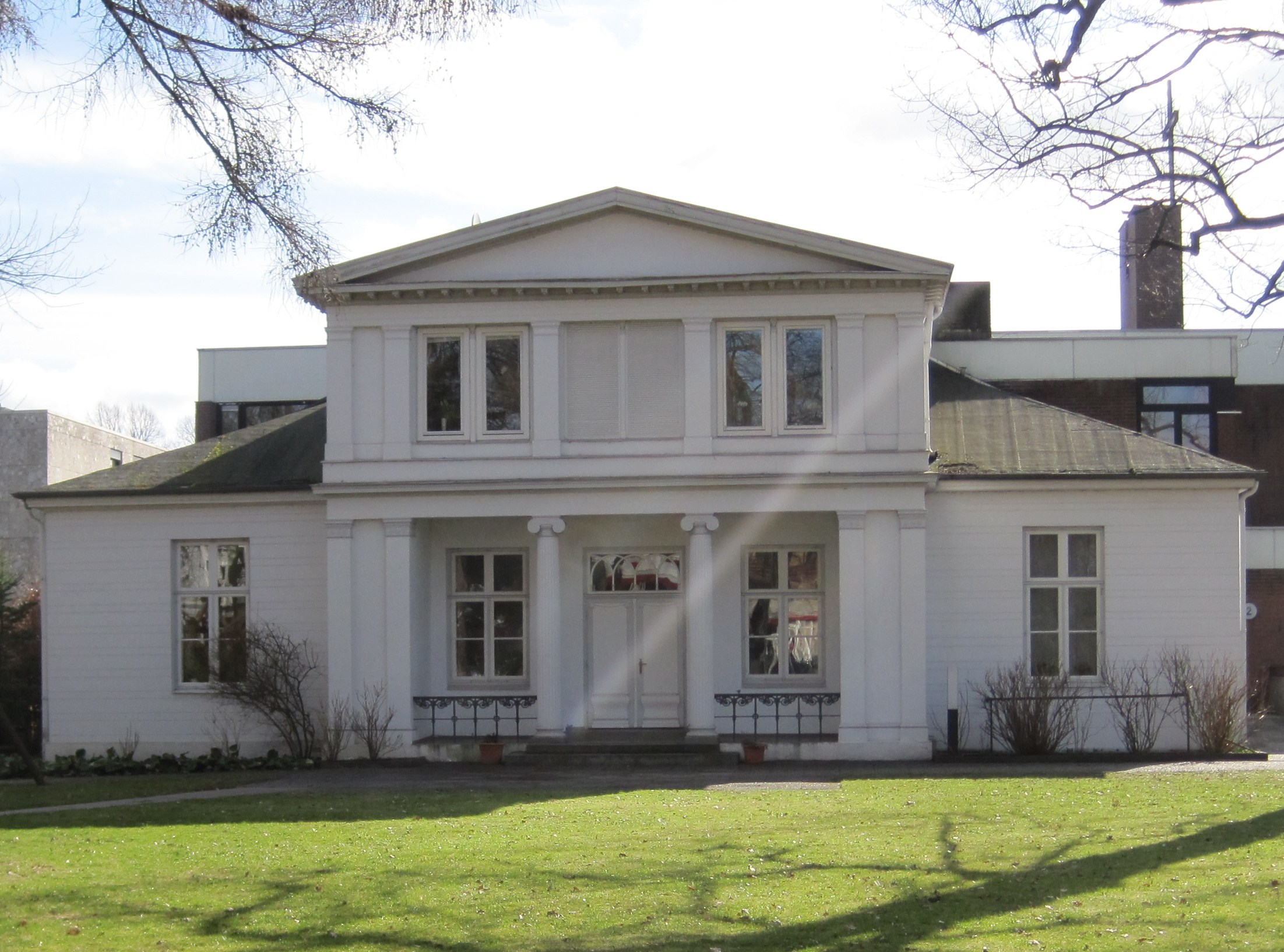
Overbeck-Haus, Roeckstraße Nr. 2
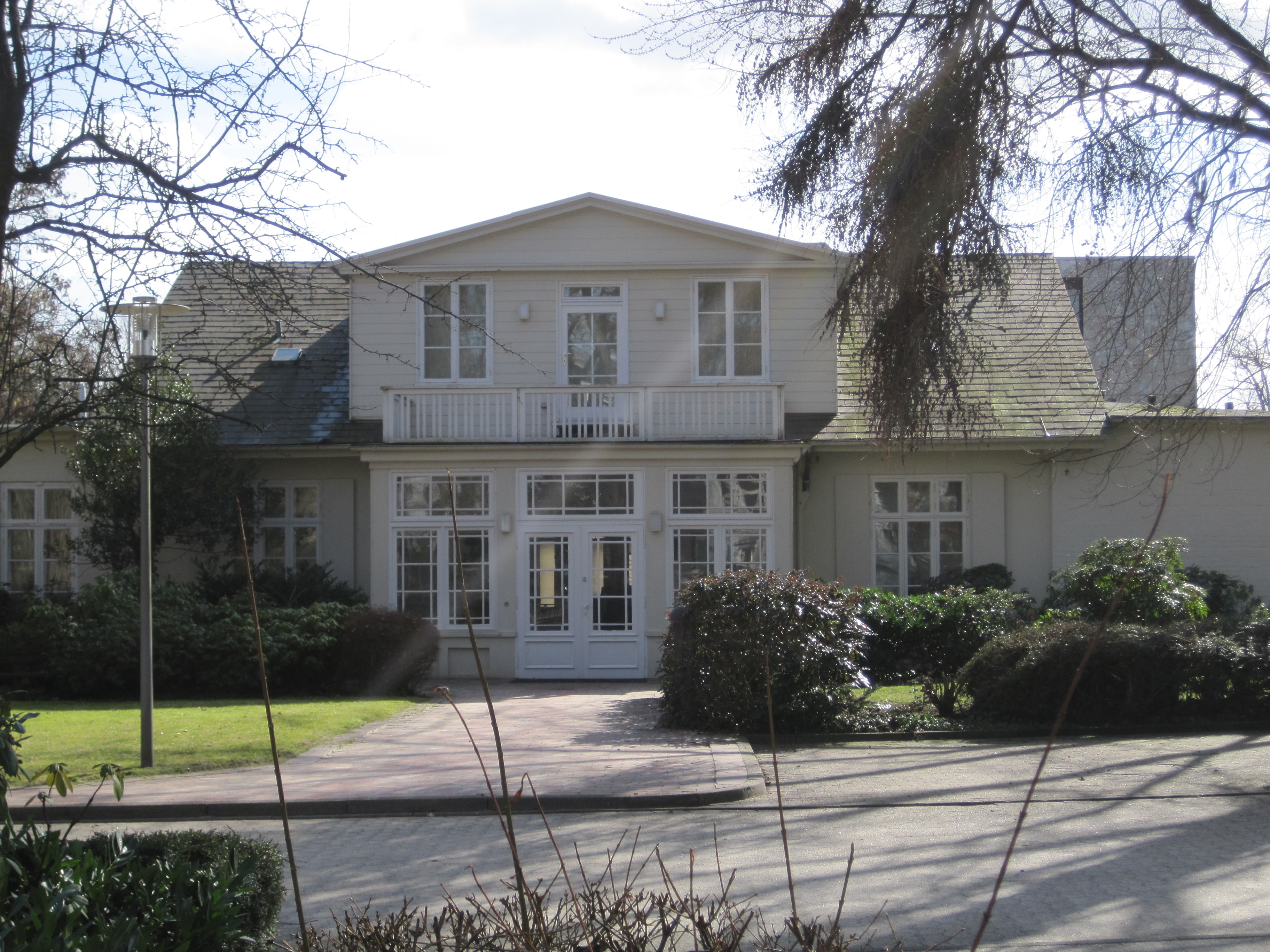
Roeckstraße Nr. 4, das älteste Sommerhaus der Straße, erbaut 1827

### Entlang der Trave
Die Sommerhausgrundstücke zur Trave reichten ursprünglich von den heutigen Straßen Gertrudenstraße, Am Jerusalemsberg, der Eschenburgstraße und dem Glashüttenweg bis zur Trave, wurden aber später durch den Hafenausbau und weitere Parzellierung für Wohnzwecke stark verkleinert.

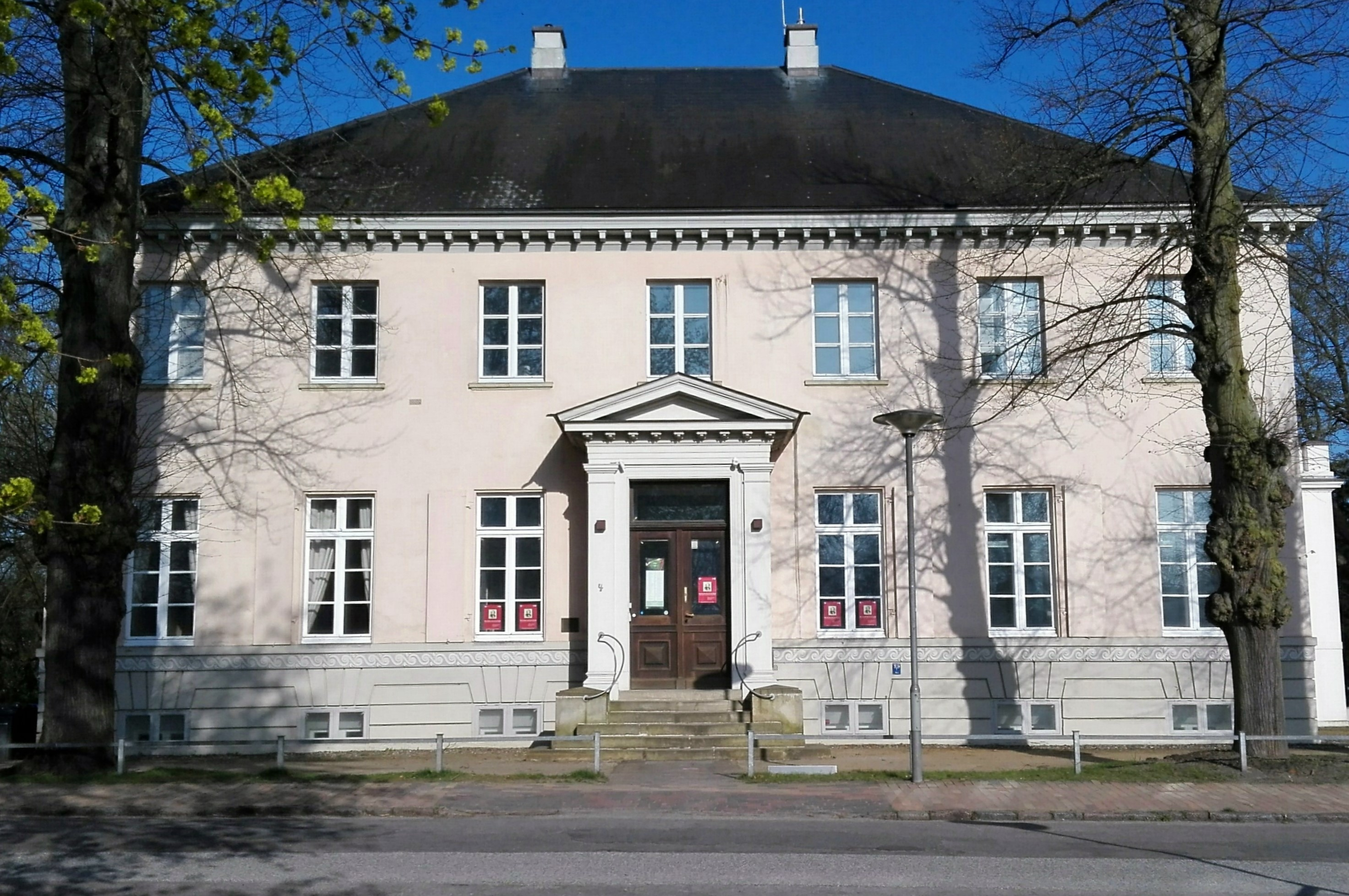
Villa Eschenburg, erbaut um 1800 durch den Architekten Christian Frederik Hansen

### Israelsdorf

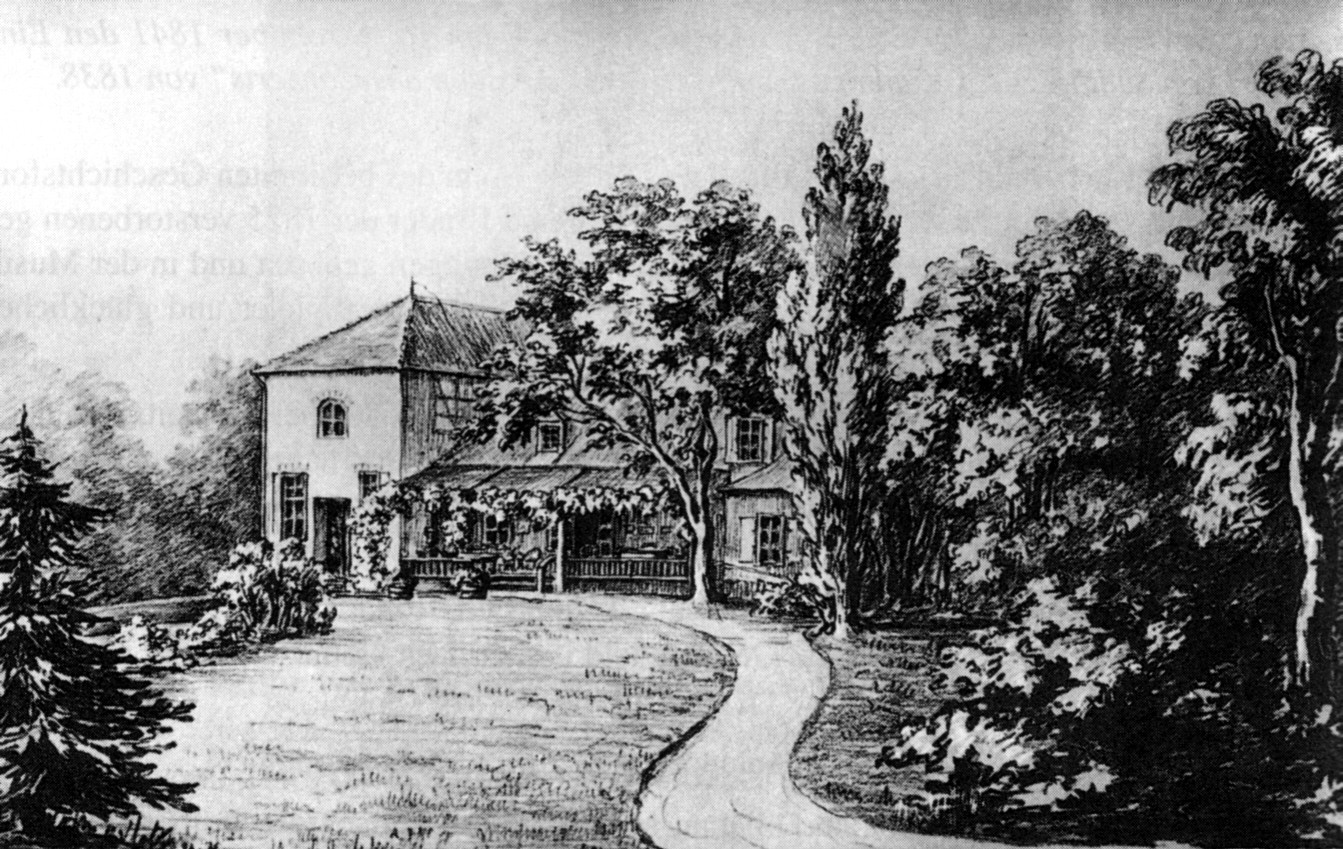
Gartenhaus Karl von Schlözer um 1857

## St. Jürgen
Das repräsentativste Sommerhaus dieses Stadtteils ist zweifellos die Lindesche Villa in der Ratzeburger Allee.

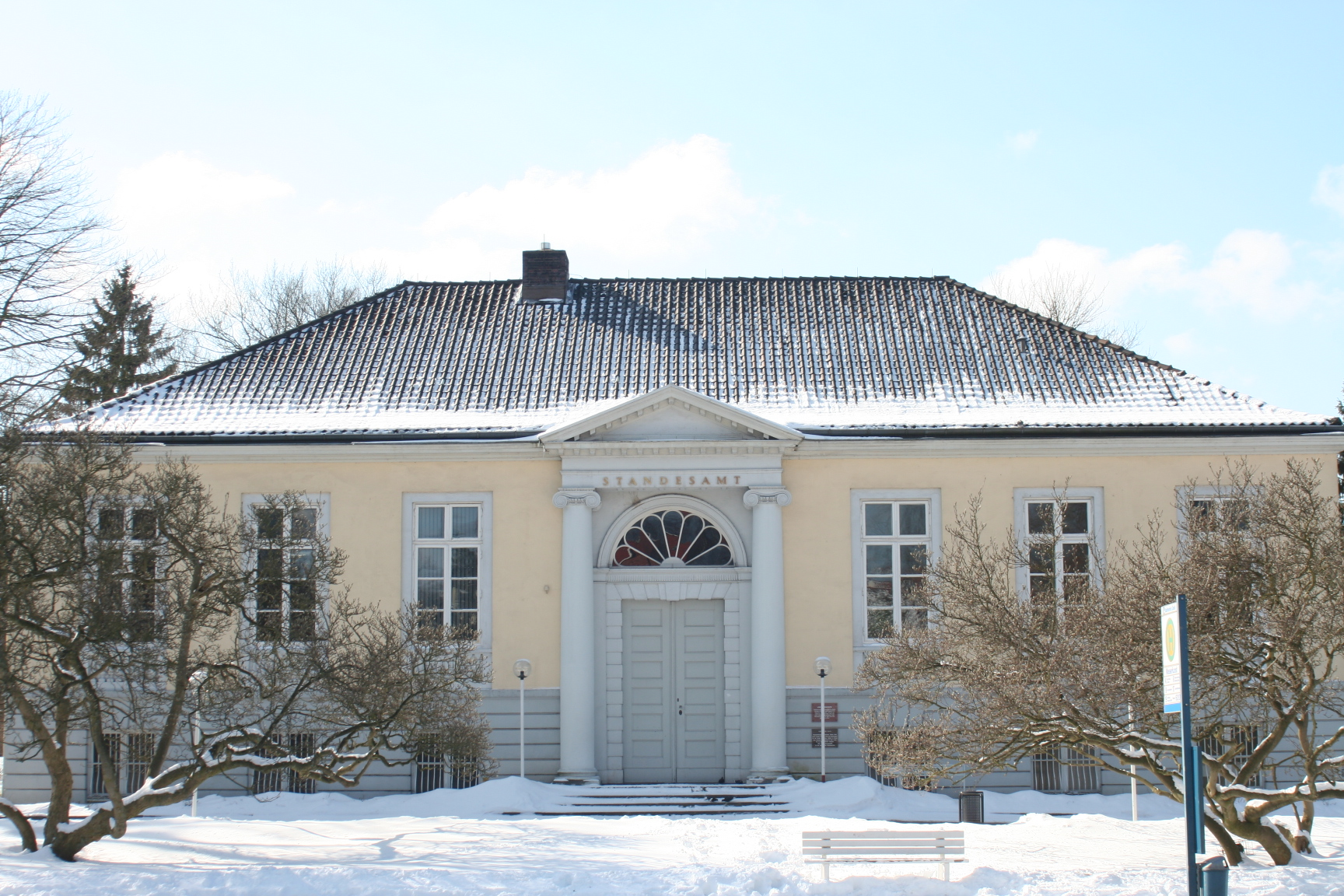
Lindesche Villa, heute Standesamt. Architekt Joseph Christian Lillie, 1804
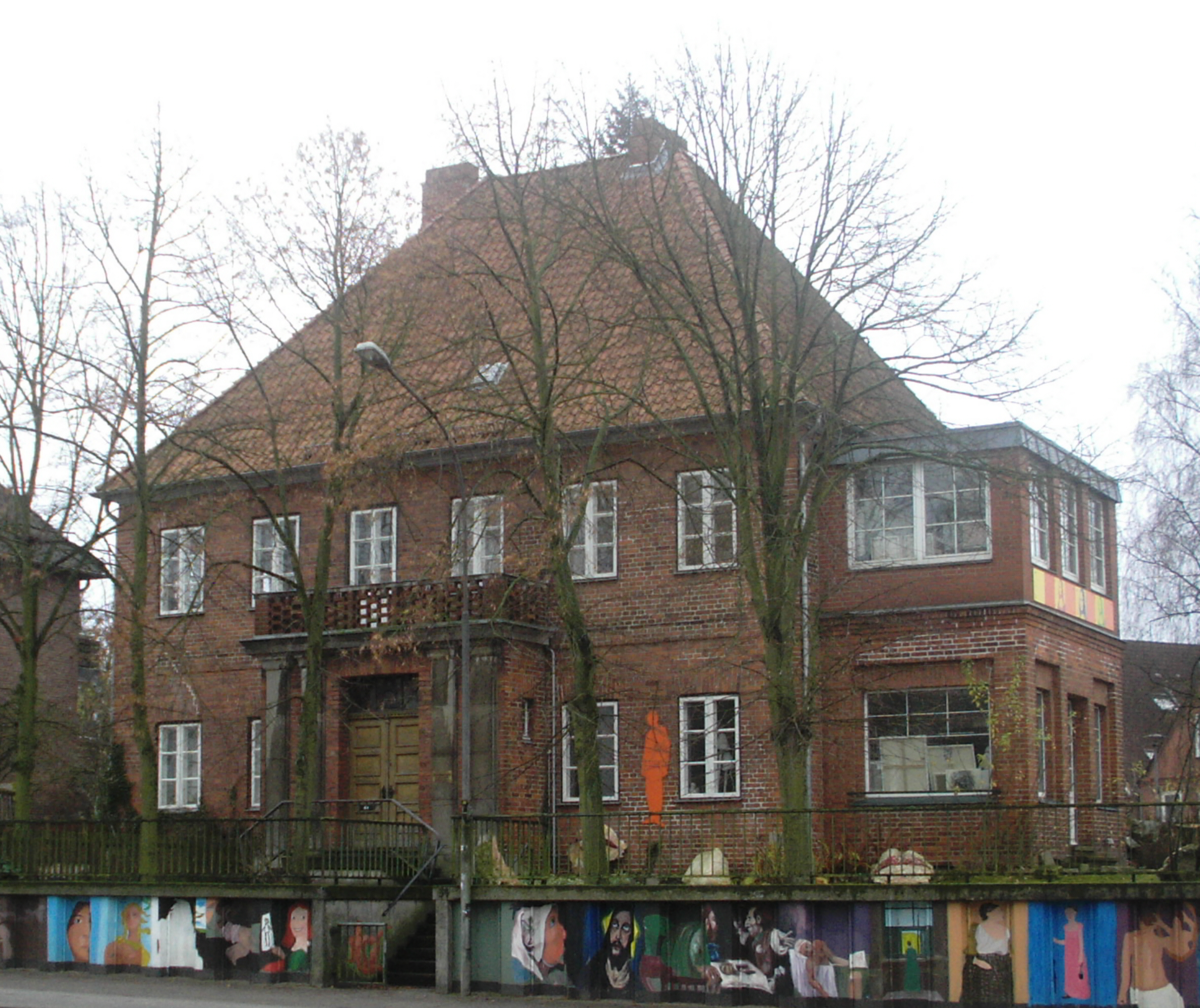
Haus Hölzerne Klinke, um 1800

## St. Lorenz
Zu den wenigen erhaltenen Sommerhäusern dieses Stadtteils gehört das Schlösschen Bellevue im Stil des Rokoko aus der Mitte des 18. Jahrhunderts. Es ist eines der frühesten erhaltenen Sommerhäuser in Lübeck.
Die Familie des Konsuls Christian Adolf Nölting nutzte als Sommerhaus ein heute nicht mehr erhaltenes Landhaus neben dem Herrenhaus von Gut Krempelsdorf, das der befreundeten Familie Souchay gehörte. Es wurde in den Sommermonaten zum Ort literarischer und musikalischer Darbietungen. Emanuel Geibels später sehr bekanntes Studentenlied Ein lustger Musikante marschierte am Nil soll hier eins seiner ersten Aufführungen gehabt haben.  Auch Geibels Polterabend fand hier 1852 statt.